# Fethard
Fethard (in irlandese: Fiodh Ard che significa "alto legno") è una cittadina nella contea di South Tipperary, in Irlanda.